# خائن (اسپانیا)
خائِن (به اسپانیایی: Jaén) یکی از دهستان‌های استان خائن اندلس در کشور اسپانیا است. این شهر با مساحت ۴۲۴ کیلومتر مربع، ۱۱۶۷۳۱ تن جمعیت دارد.
این شهر برای داشتن عنوان بزرگترین تولیدکننده روغن زیتون در اسپانیا بسیار معروف است. روغن زیتون را در این منطقه روغن طلا می‌نامند.